# Polski Związek Więźniów Komunizmu
Polski Związek Więźniów Komunizmu (PZWK) – polskie stowarzyszenie zrzeszające więźniów politycznych okresu komunizmu, wpisane do rejestru stowarzyszeń 22 listopada 2001.
Siedziba stowarzyszenia mieści się przy ul. Krowoderskiej 79/24 w Krakowie.

## Władze
- Jerzy Mikołaj Mikołajewski - prezes
- Tadeusz Bieńkowicz - wiceprezes
- Bolesław Kowalik - wiceprezes
- Józefa Maria Rogalska - wiceprezes
- Karol Tadeusz Jakubowski - sekretarz generalny
- Roman Franciszek Rymański - skarbnik